# Planaria torva
Planaria torva is een platworm (Platyhelminthes). De worm is tweeslachtig. De soort leeft in of nabij zoet water. De soort komt voor stilstaand en langzaam stromend water. De Planaria torva wordt tot 20 millimeter lang.
Het geslacht Planaria, waarin de platworm wordt geplaatst, wordt tot de familie Planariidae gerekend. De wetenschappelijke naam van de soort werd voor het eerst geldig gepubliceerd in 1773 door Müller.

## Synoniem
- Planaria onegensis Sabussow, 1903[1]